# Werner I. von Habsburg
Werner I. von Habsburg (* 975/980?; † 28. Oktober 1028 in Konstantinopel) war Bischof von Straßburg von 1001 bis 1028.
Werner stammte aus dem Geschlecht der Habsburger und ist der Sohn des Landolt (vielleicht Lanzelin; † 991) und Bruder des Burggründers Radbot († 1045).

## Leben
Von Kaiser Otto III. zum Bischof von Straßburg eingesetzt, wurde er erst nach dessen Tod am 4. Mai 1002 ordiniert. Gleich die Anfänge seines Episkopats wurden durch außerordentliche Wirren und kriegerische Unruhen gestört. Werner, durch freundschaftliche Bande von Jugend an mit dem Baiernherzog Heinrich verknüpft, war für dessen Wahl zum deutschen König mit Energie eingetreten, ihn traf dafür der Angriff des Kronprätendenten, des Herzogs Hermann von Schwaben, der das Elsass verwüstend durchzog und sich auch der Stadt Straßburg bemächtigte. Mit wechselndem Glück suchte Werner Widerstand zu leisten, kaum entging er einmal der persönlichen Gefangennahme, bis im Oktober 1002 Herzog Hermann sich König Heinrich II. unterwarf. Zur Entschädigung für seine Verluste erhielt Werner vom König die alte, reichbegüterte Abtei St. Stephan in Straßburg.
Auch später hatte er sich noch mancher Gunstbezeugung von Seiten Heinrichs zu erfreuen. So verlieh ihm dieser im Jahr 1014 die Abtei Schwarzach, die nur sehr kurze Zeit im Besitz der Straßburger Bischöfe blieb, und im Jahr 1017 gab er ihm einen sehr umfangreichen Forst- und Wildbann, der das ganze mittlere Elsass vom Rhein bis zum Gebirge umfasste. Wir finden Werner vielfach in der Umgebung des Kaisers, so Pfingsten 1007 auf den Synoden zu Mainz und Frankfurt bei der Gründung des Bistums Bamberg, ferner wahrscheinlich als Teilnehmer bei dem Romzug des Jahres 1014, weiter 1016 auf dem großen Reichstag zu Frankfurt, 1018 im Oktober zu Basel bei der Münstereinweihung, im April 1020 zu Bamberg bei der Weihe des St. Stephansstiftes durch Papst Benedikt VIII., Ende 1022 in Westfalen. Am bezeichnendsten für das enge Verhältnis beider und zugleich für die Gesinnung Heinrichs ist jener an die Existenz der Königspfründe am Straßburger Domstift wahrscheinlich sich knüpfende sagenhafte Zug aus des Kaisers Leben, wonach er der Krone entsagen und in die Reihen der Straßburger Domherren eintreten wollte und nur auf Werners Gebot davon Abstand genommen habe. Auch die Waffen führte er für den Kaiser, so leitete er 1020 mit einigen alamannischen Großen einen siegreichen Angriff auf Burgund.
Nur auf geistlichem Gebiet geriet er in einen gewissen Gegensatz zu Heinrich, indem er den selbstständigen Reformbestrebungen seines Metropoliten, des Erzbischofs Aribo von Mainz, sich eifrig anschloss und mit den übrigen Suffraganen desselben auf der Höchster Synode 1024 Stellung gegen den Papst nahm. Nach dem Tode des Kaisers wirkte er mit besonderer Rührigkeit für die Wahl des Saliers Konrad des Älteren (II.), bei dem er sehr rasch die gleiche feste Vertrauensstellung gewann wie bei Heinrich. 1025 im Sommer sehen wir ihn im Gefolge Konrads II. am Oberrhein, 1027 begleitete er ihn auf der Romfahrt. Wir finden ihn dann noch bei der Entscheidung des Gandersheimer Streits auf der Synode von Frankfurt tätig, bis er Konrads Auftrag erhält, eine kaiserliche Gesandtschaft nach Byzanz zu führen und dort im makedonischen Kaiserhause für Konrads Sohn, den jungen Heinrich, eine Gemahlin zu werben. Mit glänzendem Gefolge und großem Tross trat Werner die Reise an, aber an Ungarns Grenzen von König Stephan zurückgewiesen musste er den Weg durch Bayern und über den Brenner wählen, um von Venedig aus nach schwieriger Überfahrt Konstantinopel zu erreichen. Trotz der günstigen ersten Aufnahme, welche die Gesandtschaft fand, verfehlte sie ihr Ziel, die Verhandlungen schleppten sich hin; bis Werner kurz vor Kaiser Konstantins Tod nach kurzer Krankheit am 28. Oktober 1028 starb. Ohne dass er seinen Herzenswunsch erfüllen konnte, das Heilige Land zu betreten, fand er seine letzte Ruhestätte in der oströmischen Kaiserstadt.
An Werners Namen knüpft sich die Gründung des Klosters Muri im Aargau, wenn auch der Stiftungsbrief von 1027 für unecht erklärt werden muss, ferner spielt er eine wichtige Rolle in der Baugeschichte des Straßburger Münsters, das unter ihm einen umfangreichen Neu- und Ausbau erfuhr. Sind davon auch nur spärliche Reste in der Krypta und anderswo noch erhalten, so gehen doch wahrscheinlich auf ihn die Grundrissmaße des gewaltigen Bauwerks überhaupt zurück. Für sein lebendiges Interesse an der Wissenschaft und der Bildung des Klerus zeugen seine zahlreichen Büchergeschenke an die Straßburger Domkirche.